# خلیل‌آباد، جلیل‌آباد
خلیل‌آباد (به ترکی آذربایجانی: Xəlilabad) یک منطقه مسکونی در جمهوری آذربایجان است که در شهرستان جلیل‌آباد واقع شده است. خلیل‌آباد ۱۴۷۰ نفر جمعیت دارد.